# Auguste Pomel
Auguste Nicolas Pomel (Issoire, 20 settembre 1821 – Draâ El Mizan, 1898) è stato un botanico, paleontologo e geologo francese.

## Biografia
Studente presso l'Ecole des Mines, venne poi trasferito in Algeria per ragioni politiche. Nel 1866 fu nominato curatore delle miniere di Orano. Dal 1876 al 1882 fu membro del Senato, presso la divisione di Orano. Nel 1882 operò, per l'Algeria, come cartografo e geologo. Morì nel 1898 a Dra-el-Mizan.
Pomel era anche un talentuoso botanico: descrisse molte specie di piante. In suo onore è stato chiamato il genere Pomelia, Durando ex Pomel,  della famiglia Apiaceae.

## Opere principali
Fu autore di circa 100 pubblicazioni sul Nord Africa;
- Sur les Alcyonaires fossiles Miocenes de l'Algerie (1868)[6]
- Des races indigènes de l'Algérie et du rôle que leur reservent leurs aptitudes (1871).

Altre sue opere:
- Catalogue méthodique et descriptif des vertébrés fossiles, 1853.
- Classification méthodique et genera des échinides vivants et fossiles, 1883.
- Contributions a la classification méthodique des Crucifères, 1883.
- Une mission scientifique en Tunisie en 1877, 1884.
- Paléontologie ou description des animaux fossiles de l'Algérie, 1885–87.
- Description stratigraphique générale de l'Algérie, 1889.
- Caméliens et Cervidés, 1893 – Camelids and cervids.
- Les Rhinocéros quaternaire, 1895.
- Les éléphants quaternaires, 1895.
- Singe et homme, 1896.